# Jeane Kirkpatrick
Jeane Duane Kirkpatrick (Duncan, Oklahoma, 1926. november 27. – Bethesda, 2006. december 7.) amerikai diplomata.

## Pályája
Oklahoma államban született Jeane Duncan néven és a New York-i Barnard College-ben szerzett diplomát. Ezekben az években az Amerikai Szocialista Párt ifjúsági szervezetének tagja volt, de gondolkodása fokozatosan konzervatív irányt vett. 1955-ben ment férjhez Evron Kirkpatrickhez, aki a második világháborúban hírszerzőként szolgált, majd kutatóként dolgozott. Egy évet töltött a párizsi Politikatudományi Intézetben, 1968-ban pedig a Columbia Egyetemen doktorált politológiából. 1967-től kezdve tanított a Georgetown Egyetemen, 1973-tól professzori minőségben. A hetvenes években kezdett aktívan politizálni a Demokrata Pártban, Hubert Humphrey és Henry M. „Scoop” Jackson tanácsadójaként. Az enyhülés megítélése fordította szembe pártjával; kiábrándultságáról és végképp konzervatívvá váló nézeteiről számos cikket írt, melyek közül a leghíresebb a „Diktatúrák és kettős mérce” című esszé, ami olyan komoly hatással volt Ronald Reaganre is, hogy felkérte Kirkpatricket, dolgozzon a kormányzatban. Kirkpatrick a Nemzetbiztonsági Tanács tagja lett, de a nemzetbiztonsági főtanácsadókat is kritizálta nem kellő erélyű fellépésükért. 1981-ben kinevezték az USA ENSZ-nagykövetévé. ENSZ-nagykövetként elítélte Nagy-Britannia falklandi háborúját, valamint ő bizonyította be a világszervezet közgyűlése előtt, hogy az 1983 szeptemberében lelőtt dél-koreai utasszállító gépet csak a szovjet légvédelem lőhette le. Andrej Szaharov úgy köszöntötte az ENSZ-ben, mint akinek „a nevét minden cellában ismerik a Gulagon”. Már megbízatása elején jelezte, hogy csak egyetlen ciklust vállal az ENSZ-ben, így 1984-ben leköszönt és belépett a Republikánus Pártba. Folytatta a tanítást a Georgetownon, valamint a legbefolyásosabb konzervatív intézet, az American Enterprise Institute kutatója lett. 2003-ban sürgette, hogy az Egyesült Államok hivatalosan üzenjen hadat az iszlám fundamentalizmusnak, valamint titkos diplomáciai útra indult azért, hogy különböző arab országok támogatását megszerezze Szaddám Husszein megdöntéséhez.

## Írásai
Diplomáciai tapasztalatairól és a nemzetközi kapcsolatokról mintegy 20 könyvet írt. Az amerikai Commentary folyóiratban publikált Diktatúrák és kettős mérce című írása a Szabadság/Harcosok – hidegháborús írások című kötetben jelent meg magyar nyelven 2015 tavaszán.